# Diastylis inermis
Diastylis inermis är en kräftdjursart som beskrevs av Michel Ledoyer 1988. Diastylis inermis ingår i släktet Diastylis och familjen Diastylidae. Inga underarter finns listade i Catalogue of Life.